# 이스턴 스테이츠 콜리시엄
이스턴 스테이트 콜리시엄(Eastern States Coliseum) 미국 매사추세츠주 웨스트 스프링필드에 위치한 실내 경기장이다. 과거 NHL 뉴잉글랜드 훼일러즈와 AHL 스프링필드 인디언스의 홈경기장으로 사용했다.